# تومي هايدن
تومي هايدن (بالإنجليزية: Tommy Hayden)‏ هو متسابق دراجات نارية أمريكي، ولد في 14 يوليو 1978.